# Abdel Mabrouki
Pour les articles homonymes, voir Mabrouki.
Abdel Mabrouki est un syndicaliste français, membre de la CGT et cofondateur du réseau Stop précarité, né le 6 août 1972 à Asnières-sur-Seine (Hauts-de-Seine, France).

## Biographie
Après avoir quitté l'école en 1987 et enchaîné divers petits boulots, il devient employé polyvalent en CDI à temps partiel au magasin Spizza 30 (filiale de Pizza Hut) à Levallois. Il devient délégué syndical CGT en septembre 1996.
À la suite d'un mouvement de grève en décembre 2000, il est une première fois menacé de licenciement, mais la procédure est rejetée par l'inspection du travail. Puis de nouveau en mai 2001, avec cette fois l'assentiment de l'inspection du travail, avant d'être réintégré sur décision de la ministre du travail d'alors, Élisabeth Guigou, en décembre.
Entre 2000 et jusqu'à 2003, Abdel Mabrouki est l'un des animateurs du collectif CGT de la restauration rapide, qui organise de nombreux mouvements revendicatifs dans les Mac Donald's, Quick, chez Disney, etc. La grève du Mac Donald's du boulevard Saint-Germain durera plusieurs semaines ; celui de Strasbourg-Saint-Denis, d'octobre 2001 à février 2002, puis de nouveau presque un an. La coordination de ces luttes (aux méthodes souvent spectaculaires) recevra un large écho et de nombreux soutiens.
Le 21 novembre 2003, c'est sur le terrain judiciaire cette fois qu'Abdel Mabrouki obtient la condamnation de Pizza Hut et ses filiales, en fait peu indépendantes, à se constituer en unité économique et sociale (UES), dont il devient délégué syndical central pour la CGT.
En 2004, il co-écrit un livre avec le journaliste Thomas Lebègue, retraçant son parcours.
En 2009, il quitte Pizza Hut avec 16 ans d'ancienneté.
En 2014, il fonde l'association Stop précarité à Bordeaux, qui organise des cours du soir de droit du travail pendant deux ans,. Il lance ensuite un Café du salarié à Lormont, visant à accueillir et à conseiller des travailleurs sur les problèmes qu'ils rencontrent avec leurs employeurs.